# 盧科湖

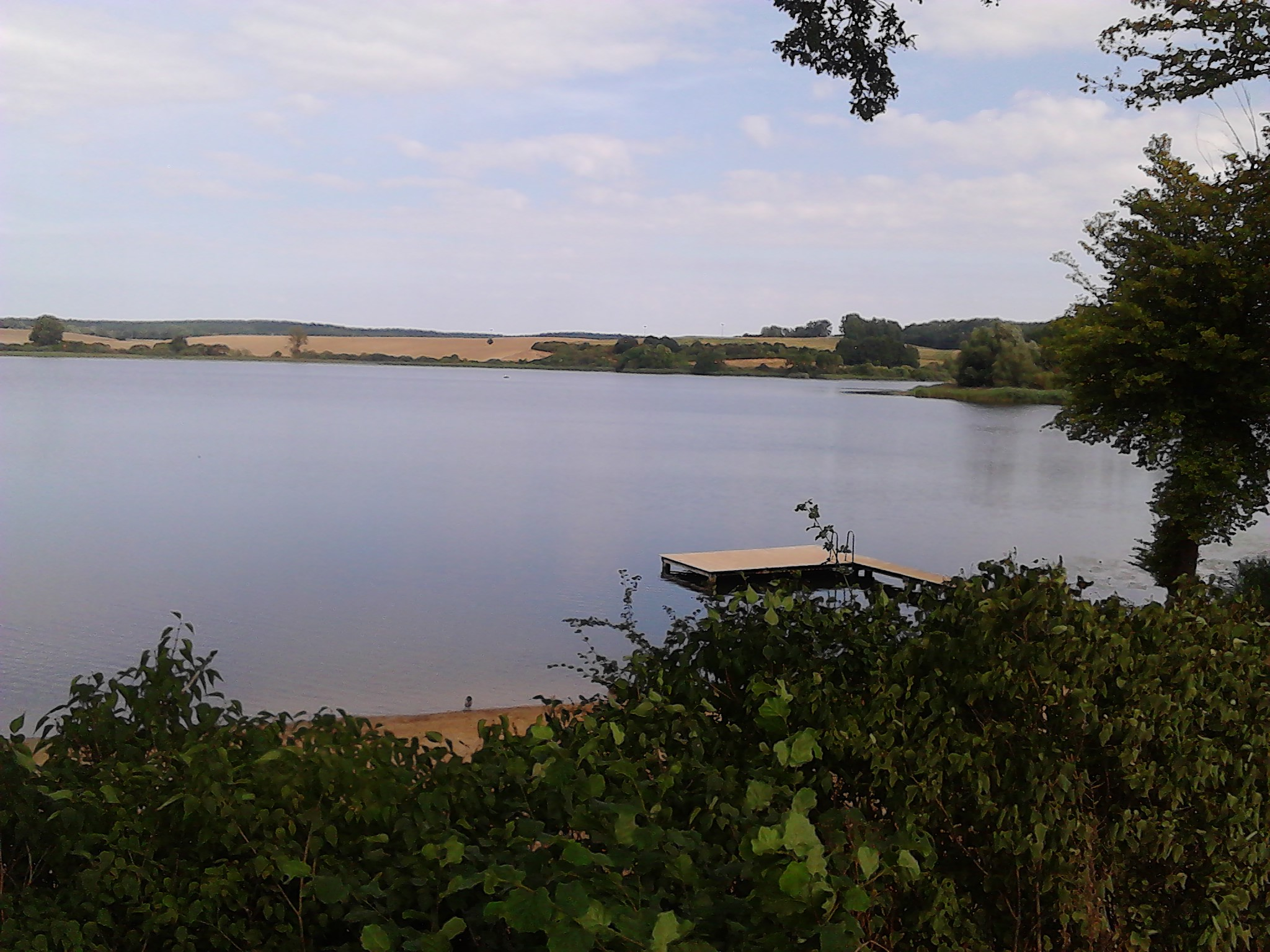

53°43′0.94″N 11°48′27.82″E / 53.7169278°N 11.8077278°E
盧科湖（德語：Luckower See），是德國的湖泊，位於該國東北部，由梅克倫堡-前波美拉尼亞州負責管轄，處於路德維希斯盧斯特-帕爾希姆縣，長1公里、寬0.7公里，面積0.44平方公里，海拔高度10米，最大水深5.9米。